# Bursa
Bursa (povijesno Prusa, grčki: Προύσα)  je grad u sjevernozapadnoj Turskoj. Sjedište je pokrajine Bursa, u regiji Marmara. Po broju stanovnika četvrti je grad u Turskoj, ali industrijski najrazvijeniji.
Grad je smješten u plodnoj dolini ispod planine Uludağ koju su Rimljani zvali Olimp.
Bursa je u modernoj Turskoj centar automobilske industrije i u rangu je najindustrijaliziranih turskih gradova. Također, slovi kao jako kulturno središte, a zbog mnogih parkova i vrtova unutar urbanog područja, kao i zbog guste šume koja okružuje grad, danas je poznat i kao Yeşil Bursa, tj. „Zelena Bursa”.

## Povijest
Najstarije naselje koje se veže za današnju Bursu je Kios, grčki gradić u povijesnoj Bitiniji izuzetnog strategijskog značaja. Poradi zemljopisnog položaja grad je igrao važnu ulogu i u potonjim vremenima, pa je primjerice bio i glavnim gradom ranog Osmanskog carstva, od 1335. do 1413. god, kada je bio poznat kao Hüdavendigar („Božji dar”). 
Procvat doživljava u 14. stoljeću, kad sultan Bajazid I. podiže važne obrazovne i vjerske objekte, a tada bilježi i gospodarski bum, temeljen na tradicionalnim obrtima poput proizvodnje noževa i kočija, te na trgovini svilom (u Bursi je završavao Put svile), kojom su se bavili uglavnom anadolski Židovi.

## Znamenitosti
Mauzoleji ranih osmanskih sultana su najpoznatije gradske znamenitosti, pored brojnih drugih građevina izgrađenih širom grada za vrijeme Osmanskog carstva, kao što su termalne kupke i nekoliko muzeja, uključujući bogati arheološki muzej.
Bursa se smatra rodnim mjestom Osmanskog carstva, što je potvrđeno zaštitom osam znamenitosti u gradu i obližnjem selu Cumalıkızıku, u južnom dijelu Mramorne regije. Ova mjesta predstavljaju stvaranje urbanog i ruralnog sustava ranog Osmanskog carstva u ranom 14. stoljeću. Ona ilustriraju ključne funkcije društvenog i gospodarskog ustroja nove prijestolnice koji se razvio oko novog građanskog centra. To uključuje komercijalne četvrti - hanove, te külliye (vjerske institucije) u kojima su integriranje džamije, vjerske škole, javna kupatila i kuhinje za siromašne, kao i mauzolej Orhana Gazije, utemeljitelja Osmanske dinastije. Jedan dio izvan povijesne jezgre Burse je selo Cumalıkızık, jedino selu ovog sustava koje predstavlja ruralnu podršku prijestolnice u njezinom zaleđu. Zbog toga su Bursa i Cumalıkızık upisani na UNESCO-ov popis mjesta svjetske baštine u Aziji i Oceaniji 2014. god.
- Dvorac Bursa
- Raskošno urešeni ajvan Zelene džamije (Yeşil Cami)
- Džamija sultana Emira
- Grobnica sultana Orhana
- Bazar svile (Koza Han)
- Most Irgandi iz 1442. god.
- Sveučilište Uludağ
- Stadion Atatürk

## Gradovi prijatelji
Bursa ima ugovore o partnerstvu sa sljedećim gradovima:
| - Anshan, Kina (od 1991.) - Bahčisaraj, Ukrajina (od 2010.) - Bitola, Makedonija (od 1962.) - Ceadîr-Lunga, Moldavija (od 1997.) - Darmstadt, Njemačka (od 1971.) - Denizli, Turska (od 1988.) - Gyeongsangbuk-do, Južna Koreja (od 2011.) - Kairuan, Tunis (od 1987.) - Kizilorda, Kazahstan (od 1997.) - Košice, Slovačka (od 2000.) - Kulmbach, Njemačka (od 1998.) - Lefkoşa, Sjeverni Cipar (od 1990.) - Muaskar, Alžir (od 1998.) | - Multan, Pakistan (od 1975.) - Oulu, Finska (od 1978.) - Pleven, Bugarska (od 1998.) - Plovdiv, Bugarska (od 1998.) - Priština, Kosovo (od 1998.) - Rabat, Maroko (od 2010.) - Sarajevo, Bosna i Hercegovina (od 1972.) - Sofija, Bugarska - Tiffin, Ohio, SAD (od 1983.) - Tirana, Albanija (od 1998.) - Van, Turska (od 2008.) - Vinnicja, Ukrajina (od 2004.) |